# VV Leeuwarden in het seizoen 1960/61
Het seizoen 1960/1961 was het zevende jaar in het bestaan van de Leeuwardense betaaldvoetbalclub Leeuwarden. De club kwam uit in de Eerste divisie A en eindigde daarin op de 10e plaats. Tevens deed de club mee aan het toernooi om de KNVB beker, hierin werd in de halve finale verloren van Ajax (4–7).

## Wedstrijdstatistieken

### Eerste divisie A
|       | AGOVV | BVV   | D.F.C. | EDO   | Enschedese Boys | Fortuna | Helmondia '55 | Hermes DVS | HVC   | KFC   | Limburgia | RBC   | Stormvogels | Veendam | Vitesse | Volendam | De Volewijckers |
| ----- | ----- | ----- | ------ | ----- | --------------- | ------- | ------------- | ---------- | ----- | ----- | --------- | ----- | ----------- | ------- | ------- | -------- | --------------- |
| Thuis | 6 – 4 | 5 – 2 | 5 – 0  | 1 – 3 | 1 – 2           | 4 – 3   | 6 – 2         | 4 – 1      | 1 – 4 | 0 – 2 | 2 – 3     | 0 – 2 | 2 – 3       | 3 – 2   | 6 – 1   | 2 – 7    | 1 – 5           |
| Uit   | 1 – 2 | 1 – 0 | 0 – 0  | 1 – 1 | 8 – 1           | 3 – 3   | 2 – 5         | 4 – 2      | 1 – 1 | 1 – 1 | 1 – 2     | 2 – 2 | 2 – 3       | 0 – 0   | 0 – 0   | 4 – 1    | 3 – 0           |

### KNVB beker
| Groepsfase                                                          | Zwolsche Boys                                                               | 2 – 3 (1 – 2)                      | Leeuwarden                                            |
| 17 augustus 1960 Plaats: Zwolle Gemeentelijk Sportpark              | Henk Schols 39', 87'                                                        |                                    | 4', 74' Hans Verhagen 11' Joop Pragt                  |
| Groepsfase                                                          | Leeuwarden                                                                  | 4 – 3 (1 – 1)                      | Go Ahead                                              |
| 18 september 1960 Plaats: Leeuwarden Gemeentelijk Sportpark Cambuur | Pier Alma 38' Joop Pragt 58', 85' Henny Weering 65'                         |                                    | 10' Joop Butter 53' Jan ten Wolde 90' Ron ten Wolde   |
| Groepsfase                                                          | Heerenveen                                                                  | 2 – 0 (1 – 0)                      | Leeuwarden                                            |
| 12 februari 1961 Plaats: Heerenveen J.H. Kruisstraat                | Henk Weide 30' Sikke Venema 80'                                             |                                    |                                                       |
| Groepsfase                                                          | Leeuwarden                                                                  | 3 – 1 (1 – 0)                      | PEC                                                   |
| 12 februari 1961 Plaats: Leeuwarden Gemeentelijk Sportpark Cambuur  | Jaap Mulder 17' Jan Hoekema 55' Hans Verhagen 63'                           |                                    | 85' Dick van Ekeren                                   |
| 1e ronde                                                            | Leeuwarden                                                                  | 3 – 2 (2 – 0)                      | Heerenveen                                            |
| 25 april 1961 Plaats: Leeuwarden Gemeentelijk Sportpark Cambuur     | Pier Alma 2' Jan Hoekema 8' (pen.) Jaap Mulder 60'                          |                                    | 57' (pen.) Siep de Jongh 72' Piet Fleur               |
| 2e ronde                                                            | Leeuwarden                                                                  | 2 – 1 (1 – 1, 2 – 1) Na verlenging | GVAV                                                  |
| 25 mei 1961 Plaats: Leeuwarden Gemeentelijk Sportpark Cambuur       | Henny Weering 82' Jan Hoekema 100' (pen.)                                   |                                    | 90' Piet Fransen                                      |
| Kwartfinale                                                         | Elinkwijk                                                                   | 1 – 2 (0 – 2)                      | Leeuwarden                                            |
| 1 juni 1961 Plaats: Utrecht Amsterdamsestraatweg                    | Jan de Jongh 88'                                                            |                                    | 18' Jaap Mulder 19' Hans Verhagen                     |
| Halve finale                                                        | Ajax                                                                        | 7 – 4 (4 – 3)                      | Leeuwarden                                            |
| 7 juni 1961 Plaats: Alkmaar Alkmaarderhout                          | Henk Groot 3', 73', 83' Co Prins 10' Sjaak Swart 15' Peet Petersen 36', 75' |                                    | 7' Hans Verhagen 16', 54' Henny Weering 41' Pier Alma |

## Statistieken Leeuwarden 1960/1961

### Eindstand Leeuwarden in de Nederlandse Eerste divisie A 1960 / 1961
| Stand | Gespeeld | Gewonnen | Gelijk | Verloren | Punten | Doelpunten voor | Doelpunten tegen |
| ----- | -------- | -------- | ------ | -------- | ------ | --------------- | ---------------- |
| 10e   | 34       | 12       | 8      | 14       | 32     | 73              | 80               |

### Topscorers
| #      | Naam            | Goal |
| ------ | --------------- | ---- |
| 1.     | Jan Hoekema     | 22   |
| 2.     | Hans Verhagen   | 17   |
| 3.     | Henny Weering   | 15   |
| 4.     | Pier Alma       | 10   |
| 5.     | Johannes Bakker | 3    |
| 6.     | Jappie Mulder   | 2    |
| 6.     | Joop Pragt      | 2    |
| 8.     | Ido Bunnig      | 1    |
| 8.     | Kees Hiemstra   | 1    |
| Totaal | Totaal          | 73   |

| #      | Naam          | Goal |
| ------ | ------------- | ---- |
| 1.     | Hans Verhagen | 5    |
| 2.     | Pier Alma     | 3    |
| 2.     | Jan Hoekema   | 3    |
| 2.     | Jaap Mulder   | 3    |
| 2.     | Joop Pragt    | 3    |
| 2.     | Henny Weering | 3    |
| Totaal | Totaal        | 20   |